# Accord de Gleneagles

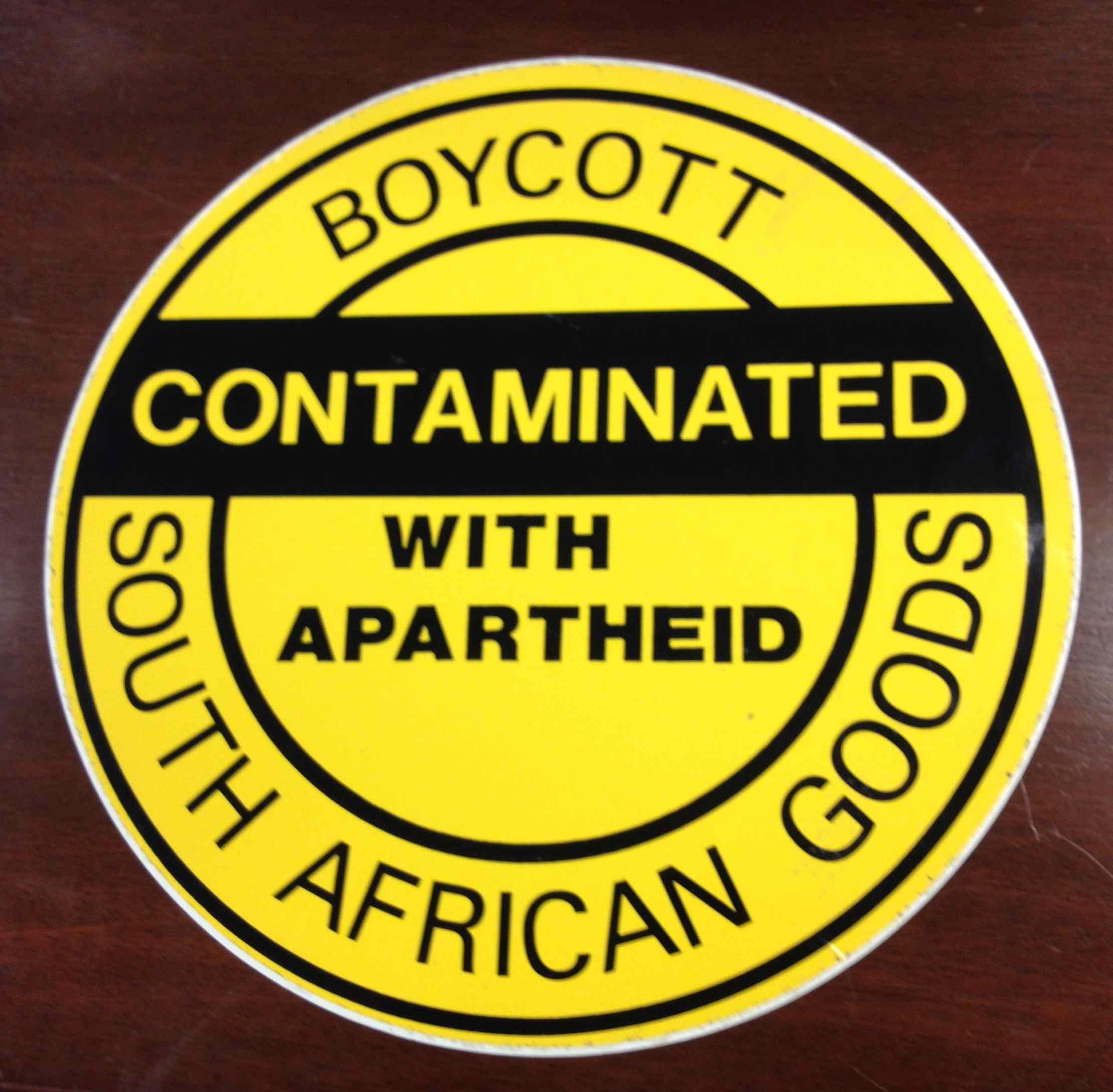
Autocollant appelant au boycott des biens sud-africains jugés "souillés" par l'apartheid.

L'accord de Gleneagles, ou Gleneagles agreement, est un engagement écrit et signé en 1977, par les premiers ministres et les présidents du Commonwealth par lesquels ils s'engagent à décourager les sportifs et les organisations sportives de leurs pays à participer à des compétitions et maintenir des contacts avec l'Afrique du Sud. Cette résolution, qui joua un rôle majeur dans la lutte contre l'apartheid, adoptée à Gleneagles, en Écosse, prend place dans un contexte de montée de l'opinion internationale contre l'apartheid après les Émeutes de Soweto en juin 1976 et la mort du militant Steve Biko en 1977. 
Vingt-huit pays africains ayant boycotté les Jeux olympiques de 1976, cet engagement cherche également à prévenir un tel scénario pour les Jeux du Commonwealth de 1978. 
L'accord eut un retentissement notable, ce qui n'empêcha pas des exceptions, comme la venue des British Lions sur le territoire sud-africain en 1980.